# Parafia Wniebowzięcia Najświętszej Maryi Panny w Kcyni
Parafia pw. Wniebowzięcia NMP w Kcyni – rzymskokatolicka parafia przy kościele pokarmelickim w Kcyni, należy do dekanatu Kcynia w diecezji bydgoskiej, erygowana 28 czerwca 1990 r.
Do parafii należą wierni z miejscowości: Dębogóra, Głogowiniec, Grocholin, Iwno, Jankowo, Karmelita, Kazimierzewo, Łankowice, Mechnacz, Miaskowo, Palmierowo, Sierniki, Stalówka, Włodzimierzewo, Żurawia i zachodniej części Kcyni.